# 일급비밀 (음악 그룹)
일급비밀(영어: TST)은 2017년 1월 1일에 데뷔한 KJ 뮤직 엔터테인먼트 소속으로 대한민국의 5인조 보이 그룹이다. 본래 7인조로 데뷔하였으나  2018년 멤버 경하의 탈퇴로 6인조로 재편, 2020년 6월 16일 멤버 요한의 사망으로 5인조로 재편되었다. 2020년 이후로는 활동이 없는 것으로 보아 사실상 해체되었다.

## 이전 구성원
| 이름   | 소개 |
| ------ | --- |
| 아인   | - 본명 : 김아인 - 생년월일 : 1994년 2월 15일(31세) - 출생지 : 대한민국 충청남도아산시 - 학력 : - 포지션 : 리더, 서브보컬, 메인댄서 - 활동기간 : 2013년 9월 ~ 2016년 2월 1일, 2017년 1월 1일 ~ 현재 - 특이사항 : 엔오엠               |
| 서유안 | - 본명 : 김형인 - 생년월일 : 1991년 5월 6일(33세) - 출생지 : 대한민국 광주광역시 - 학력 : - 포지션 : 메인보컬 - 활동기간 : 2013년 9월 ~ 2016년 2월 1일, 2017년 1월 1일 ~ 2019년 - 특이사항 : 엔오엠                                  |
| 요한   | - 본명 : 김정환 - 생년월일 : 1992년 4월 16일 - 출생지 : 대한민국 울산광역시 - 사망일 : 2020년 6월 16일 (28세) - 학력 : - 포지션 : 서브보컬 - 활동기간 : 2013년 ~ 2016년 2월 1일,2017년 1월 1일 ~ 2020년 6월 16일 - 특이사항 : 엔오엠 |
| 우영   | - 본명 : 최우영 - 생년월일 : 1996년 5월 14일(28세) - 출생지 : 대한민국 서울특별시 - 학력 : - 포지션 : 메인래퍼 - 활동기간 : 2017년 1월 1일 ~ 2019년                                                                                  |
| 정훈   | - 본명 : 김정훈 - 생년월일 : 1996년 10월 18일(28세) - 출생지 : 대한민국 경상남도 김해시 - 학력 : - 포지션 : 메인래퍼 - 활동기간 : 2017년 1월 1일 ~ 2020년                                                                            |
| 용현   | - 본명 : 용현 - 생년월일 : 1996년 12월 18일(28세) - 출생지 : 대한민국 부산광역시 - 학력 : - 포지션 : 메인보컬 - 활동기간 : 2017년 1월 1일 ~ 현재 - 소속그룹 : XEED의 멤버                                                            |
| 경하   | - 본명 : 이경하 - 생년월일 : 1998년 8월 3일(26세) - 출생지 : 대한민국 - 학력 : - 포지션 : 서브래퍼 - 활동기간 : 2017년 1월 1일 ~ 2018년                                                                                              |

## 음반
- 2017년 1월 1일 미니 1집 Time's up
- 2017년 6월 5일 미니 2집 Wake up
- 2018년 5월 23일 싱글 1집 Love Story
- 2018년 11월 1일 싱글 2집 낙원(Paradise)
- 2019년 2월 11일 싱글 3집 Wake up
- 2020년 1월 2일 싱글 4집 CountDown

## 음반 외 활동

### 2017년:데뷔,She,Mindcontrol
2017년 1월 1일에 데뷔하여 미니 1집 Time's up을 발매, 5개월 후 6월 5일 미니 2집 Wake up으로 컴백했다.

### 2018년:1년만의 컴백,경하의 탈퇴,6인조 재편,낙원 발매
미니 2집 Wake up 발매 후 1년만인 2018년 5월 23일 싱글 1집 Love Story로 컴백했다. 6월 11일 멤버 경하가 강제추행혐의로 팀을 탈퇴, 5개월 뒤 11월 1일 싱글 2집 낙원을 발매했다.

### 2019년:우영 활동중단,Wake up,서유안 군입대
2019년 1월 28일 멤버 우영은 몸상태 악화로 활동중단, 2월 11일 싱글 3집 Wake up으로 3개월 만에 컴백했다. 3월 14일 팀의 맏형 서유안(당시 예명:케이)이 군에 입대하였다.

### 2020년:countdown 발매,아인의 군입대,요한의 갑작스러운 사망,사실상 해체
2020년 1월 2일 싱글 4집 Countdown으로 컴백했다. 팀의 리더 아인이 4월 6일 서유안에 이어 2번째로 군이 입대, 6월 16일 멤버 요한이 갑작스럽게 사망하였다. 하지만 유족의 뜻에 따라 사인은 밝혀지지 않았다. 이후로는 이렇다 할 활동이 없는 것으로 보아 해체한 상태이다.

### 2023년:용현 씨드로 재데뷔,우영 불법촬영 사건
2023년 멤버 용현은 소속사를 네이처스스페이스로 이적후, XEED로 재데뷔, 12월 22일 2019년 몸 상태 악화로 활동중단 후 연예게를 떠난 멤버 우영이 여자친구를 불법촬영한 혐의로 재판에 넘어가면서 징역형이 확정되어 2025년 12월 말에 만기출소할 예정으로 그나마 조금 남아있던 재결합도 불가능하게 되었다.